# Wyrębina
Wyrębina (niem. Wurzeldorf) – przysiółek wsi Bartnica w Polsce, położony w województwie dolnośląskim, w powiecie kłodzkim, w gminie Nowa Ruda.

## Położenie
Wyrębina położona jest w Sudetach Środkowych, u północno-zachodniego podnóża Wzgórz Wyrębińskich, wzdłuż górnego biegu Bystrzycy, na wysokości około 530–560 m n.p.m.

## Podział administracyjny
W latach 1975–1998 przysiółek administracyjnie należał do województwa wałbrzyskiego.

## Historia
Wyrębina powstała na początku XIX wieku, jako kolonia Bartnicy. Miejscowość od samego początku rozwijała się szybko i w 1825 roku było w niej 66 domów, w 1840 roku ich liczba wzrosła do 77. W 1880 roku przeprowadzono tędy linię kolejową z Kłodzka do Wałbrzycha, a na skraju Wyrębiny powstała duża stacja. Obok stacji powstał zakład przetwarzający melafir wydobywany w kamieniołomie w kamieniołomie w Świerkach. Po 1945 roku miejscowość częściowo wyludniła się, co było związane z likwidacją zakładu przeróbki melafiru. W 1978 roku było tu 26 gospodarstw rolnych, obecnie jest to typowa osada rolnicza.    